# Ramón Silva
Ramón Silva, vollständiger Name Juan Ramón Silva, (* 30. August 1948) ist ein ehemaliger uruguayischer Fußballspieler und derzeitiger -trainer.

## Spielerkarriere

### Verein
Silva gehörte 1972 bis 1977 dem Kader Peñarols in der Primera División an. Mit den Aurinegros gewann er in diesem Zeitraum 1973, 1974 und 1975 die uruguayische Meisterschaft sowie 1974 und 1974 die Trofeo Teresa Herrera. Auch steht für den Verein aus Montevideo in dieser Phase 1974, 1975 und 1977 der Gewinn der Liguilla Pre-Libertadores zu Buche. Sodann führte Silvas Weg nach Ecuador. Dort spielte er von 1977 bis 1981 bei Universidad Católica de Quito. 1981 stand er überdies in Kolumbien bei Independiente Medellín unter Vertrag. Als letzte Karrierestationen sind 1982 bis 1983 CS Emelec und 1984 9 de Octubre verzeichnet.

### Nationalmannschaft
Silva war Mitglied der A-Nationalmannschaft Uruguays, für die er zwischen dem 23. März 1974 und dem 10. März 1976 13 Länderspiele absolvierte. Dabei erzielte er ein Länderspieltor. Silva nahm mit Uruguay an der Weltmeisterschaft 1974 teil. Dort kam er im Verlaufe des Wettbewerbs allerdings nicht zum Einsatz. Auch gehörte er dem uruguayischen Aufgebot bei der Copa América 1975 an.

### Erfolge
- 3× Uruguayischer Meister: 1973, 1974, 1975
- 3× Liguilla Pre-Libertadores: 1974, 1975, 1977
- 2× Trofeo Teresa Herrera: 1974, 1975

## Trainerlaufbahn
Silva schlug nach seiner aktiven Karriere eine Laufbahn als Trainer ein. 2001 wirkte er in dieser Funktion bei River Plate Montevideo. Von Juni 2011 bis Juli 2011 trainierte er den CS Emelec. Von Januar 2015 bis Juni 2015 hatte er die Trainerposition beim SD Aucas inne.